# Asesinato de Jean Jaurès

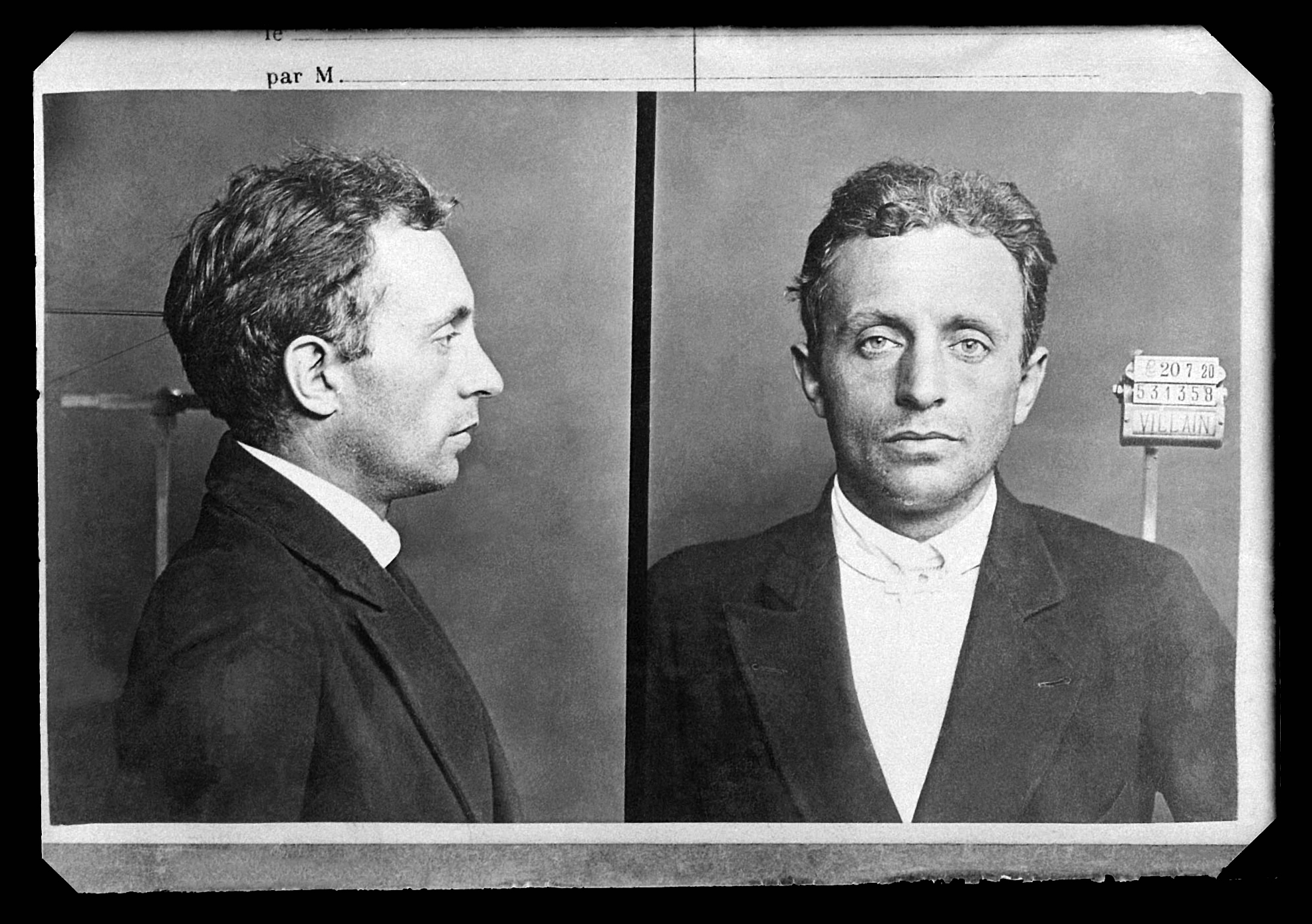
Raoul Villain, foto policial tras su detención.

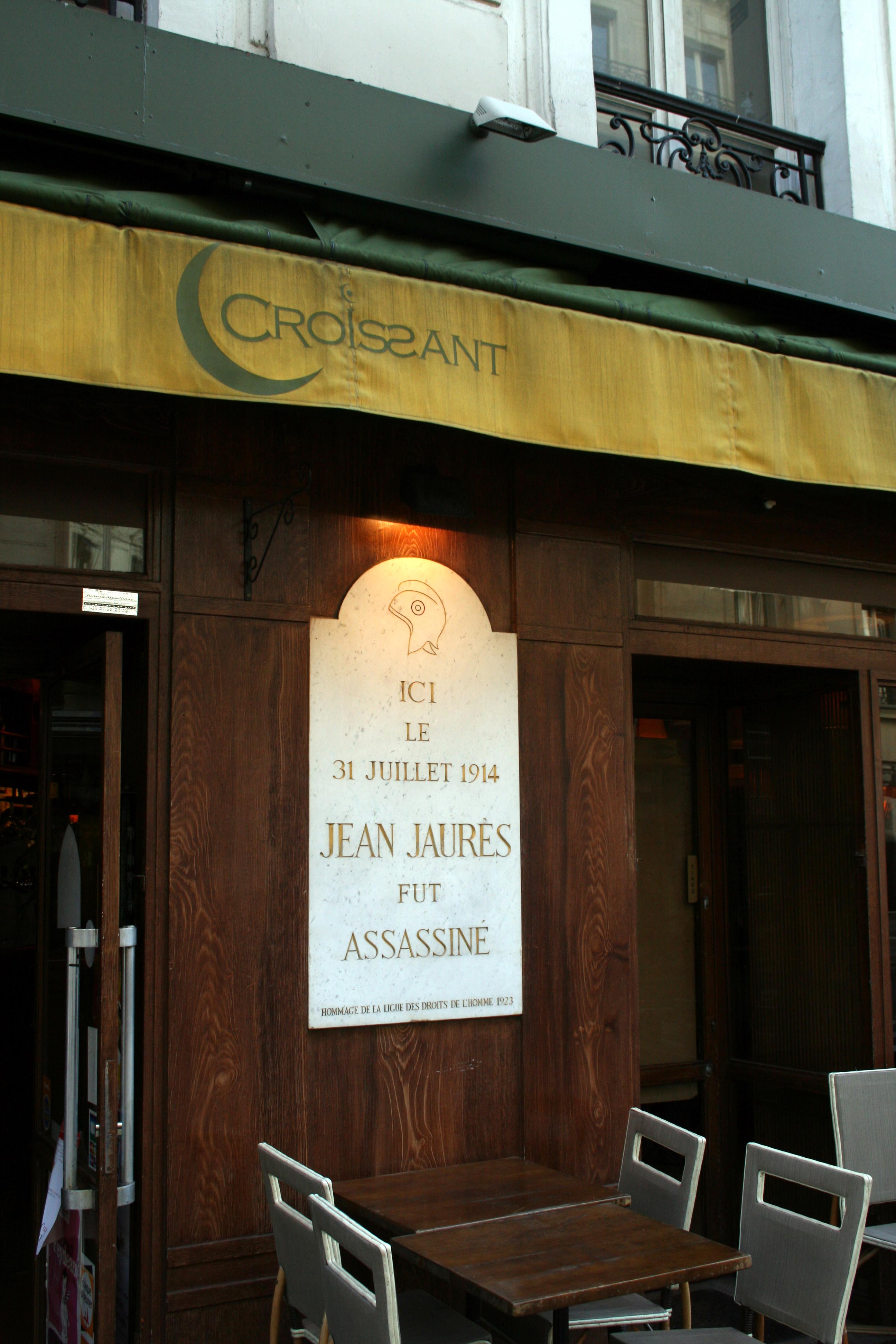
Placa conmemorativa en el Café a ceoissant: "Aquí, el 31 de julio de 1914, Jean Jaurès fue asesinado."

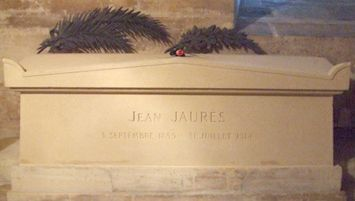
Tumba de Jean Jaurès en el Panteón de París.

El asesinato de Jean Jaurès, influyente político socialista y pacifista francés, fue cometido en el actual  Le Bistrot du croissant  (146 rue Montmartre) de París tres días después del inicio de la Primera Guerra Mundial, el 31 de julio de 1914 a las 9:30 p. m. El asesino, Raoul Villain, quien iba a ser juzgado y absuelto luego del armisticio en 1919, le disparó dos veces. 
Este acontecimiento puso fin a los esfuerzos socialistas para parar la ya casi inevitable guerra. La mayoría de la izquierda francesa, antes opuesta al inminente conflicto, se unió a la patriótica Unión Sagrada, incluidos muchos sindicalistas y miembros de la Sección Francesa de la Internacional Obrera.
La posterior absolución de Raoul Villain en 1919 precipitó el fin de este movimiento, y el traslado de las cenizas de Jaurès al Panteón de París en 1924, marcó una nueva brecha política en la izquierda entre los comunistas y los socialistas.